# فرانچسکو بالدینی
فرانچسکو بالدینی (انگلیسی: Francesco Baldini؛ زادهٔ ۱۴ مارس ۱۹۷۴) بازیکن فوتبال اهل ایتالیا است.
از باشگاه‌هایی که در آن بازی کرده‌است می‌توان به باشگاه فوتبال رجینا، باشگاه فوتبال پروجا، باشگاه فوتبال یوونتوس، باشگاه فوتبال لوگانو، باشگاه فوتبال جنوآ، و باشگاه فوتبال ناپولی اشاره کرد.
وی همچنین در تیم ملی فوتبال زیر ۲۱ سال ایتالیا بازی کرده‌است.